# المسيخ الدجال (كتاب)
المسيخ الدجال هو كتاب من تأليف الكاتب المصري المعروف مصطفى محمود، وفي هذا الكتاب يحاول مؤلفه بأسلوبه الشيق المعروف بالسهولة أن يروي في النصف الأول من الكتاب رواية قصيرة مسماة باسم الكتاب نفسه فكرتها هي تتبع المسيخ الدجال في رحلتهِ إلى نار جهنم بعدما قتله النبي عيسى. وفي رحلتهِ إلى جهنم يلتقي المسيخ بإبليس نفسه ويحاوره ثم يلتقي ببعض الحكام الطواغيت مثل ستالين وغيره، ويتأمل أحوالهم في جهنم ثم يلتقي ببعض الحكام العرب، مثل جمال عبد الناصر، ويحاول أن يحكي ويشرح قصة الإنسان وتأثره بالفتن من حوله، لقد كانت مقدمة الكتاب تبرر إنه عمل فني و خيال لا يشبه الواقع أسقط فيهِ الكاتب آرائه وفلسفته، وهو بالأخير يدعو للخير وأخذ العبرة والموعظة ولم يدعي الغيب، وفي القسم الثاني من الكتاب يقدم لنا حكايات الرجل الحكيم والتي تضم عدداً من القصص تعطينا الكثير من العبر والمواعظ والفوائد مثل قصة صياد الحقائق والبنك المركزي وتبسيط المسائل.

## وصلات خارجية
- تحميل كتاب المسيخ الدجال